# Saint-Clément-de-Rivière
Saint-Clément-de-Rivière è un comune francese di 5 317 abitanti situato nel dipartimento dell'Hérault nella regione dell'Occitania.

## Società

### Evoluzione demografica
Abitanti censiti